# Палау на Светском првенству у атлетици у дворани 2016.
Палау је учествовао на 16. Светском првенству у атлетици у дворани 2016. одржаном у Портланду (САД) од 17. до 20. марта.  Репрезентацију Палауа на његовом шестом учествовању на светским првенствима у дворани, представљао је један атлетичар који се такмичио у трчању на 60 м.
Палау није освојио ниједну медаљу али је Родман Телтул оборио национални рекорд.

## Учесници
Мушкарци:
- Родман Телтул — 60 м

## Резултати

### Мушкарци
| Атлетичар     | Дисциплина | Лични рекорд | Квалификација | Квалификација | Полуфинале           | Полуфинале           | Финале               | Финале       | Детаљи                                  |
| Атлетичар     | Дисциплина | Лични рекорд | Резултат      | Место         | Резултат             | Место                | Резултат             | Место        | Детаљи                                  |
| ------------- | ---------- | ------------ | ------------- | ------------- | -------------------- | -------------------- | -------------------- | ------------ | --------------------------------------- |
| Родман Телтул | 60 м       | 7,20 НР      | 6,94 НР       | 7. у гр. 1    | Није се квалификовао | Није се квалификовао | Није се квалификовао | 43 / 53 (56) | Архивирано на веб-сајту (22. март 2016) |